# St. Vitus (Lette)

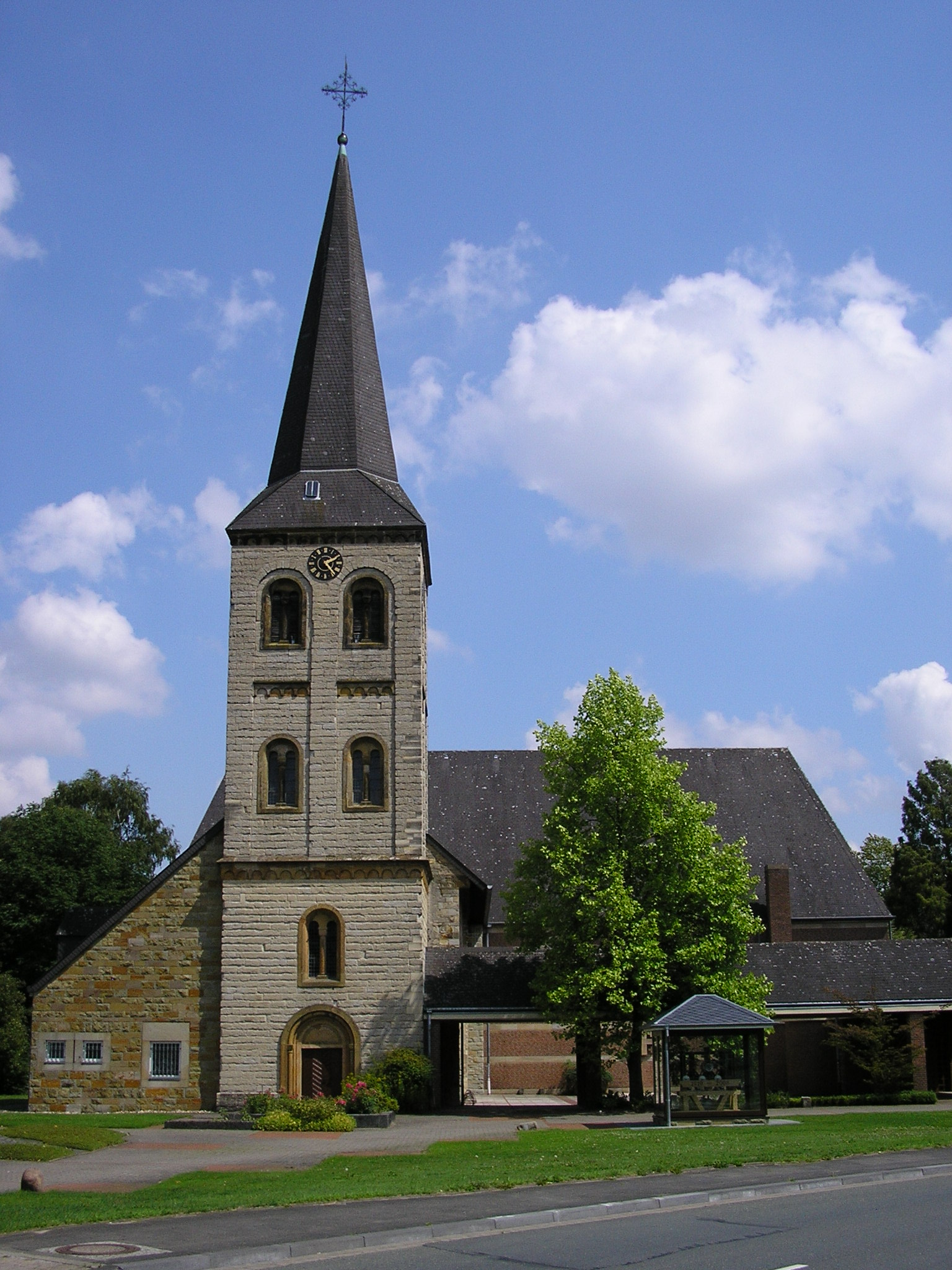
St. Vitus in Oelde-Lette

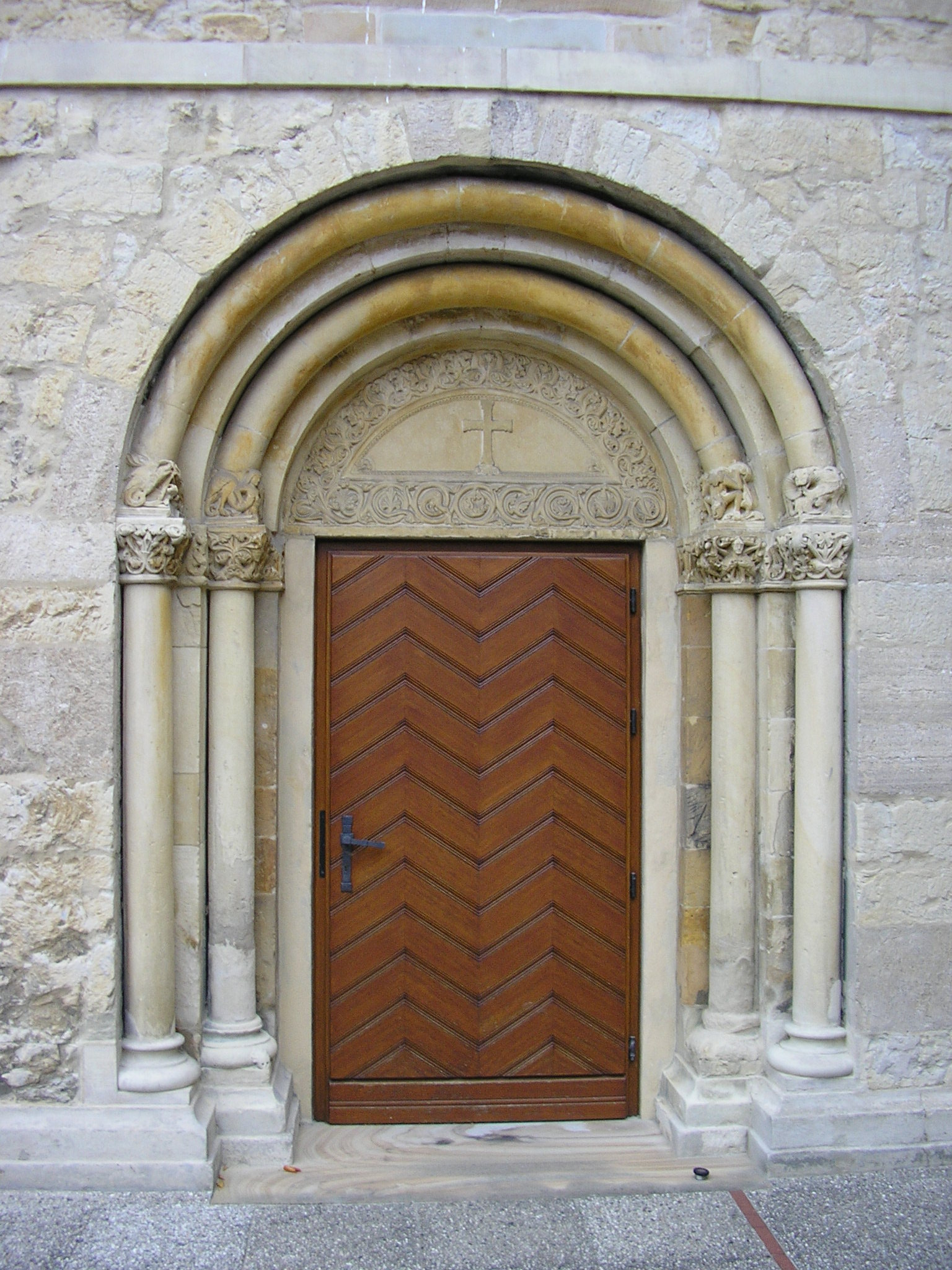
Portal

St. Vitus war ursprünglich eine Stiftskirche des Prämonstratenserinnenstifts Lette. Die Kirche ist heute die römisch-katholische Pfarrkirche im Oelder Ortsteil Lette im Kreis Warendorf, Nordrhein-Westfalen. Strukturell gehören Kirche und Gemeinde zur Seelsorgeeinheit Oelde des Dekanats Beckum im Bistum Münster.

## Geschichte

### Stift
Die Einrichtung der Prämonstratenser in der Nähe einer schon bestehenden St.-Vitus-Kapelle war zunächst eine Doppelkloster für Männer und Frauen und wurde 1133 von Rudolf von Steinfurt gestiftet. Ein Jahr später wurde die Stiftung von Kaiser Lothar III. bestätigt. Besetzt wurde es vom Kloster Cappenberg aus. Die Zeit als Doppelkloster endete bereits kurze Zeit nach der Gründung als Folge des Beschlusses des Generalkapitels des Prämonstratenser von 1188, wonach Männer- und Frauenkonvente zu trennen seien. Die Männer zogen in das benachbarte Stift Clarholz; dieses Prämonstratenserkloster bestand bis in das 19. Jahrhundert hinein. 
Die Prämonstratenserinnen in Lette unterstanden der Jurisdiktion des Bischofs von Münster und waren dem Propst in Clarholz untergeordnet.  
Das Einkommen und der Besitz des Stifts war gering und die Zahl der Stellen war bereits seit 1311 auf nur noch sechs beschränkt worden. Unklar ist, wann die Einrichtung einging. Es gibt Angaben, wonach sie bereits im 15. Jahrhundert eingegangen sei. Andere geben die Zeit zwischen 1567 und 1571 an. Die Klostergebäude waren bereits im 18. Jahrhundert vollständig verschwunden.

### Kirche
Im 13. Jahrhundert wurde die heutige St.-Vitus-Kirche als Stiftskirche erbaut. Als Pfarrkirche wurde sie 1251 erstmals erwähnt. 
Um 1850 befand sich der Turm in einem schlechten Zustand, so dass man 1856 bis 1858 nach Plänen von Emil von Manger einen neuen Turm in neoromanischem Stil errichtete. Das Rundbogenportal wurde vom Vorgängerbau übernommen.
Im Jahr 1921 wurden das östliche Joch und der Chor abgerissen. Eduard Goldkuhle aus Wiedenbrück entwarf Pläne für ein Querhaus, welches bis 1971 Bestand hatte. Hier entstand ein Saalbau mit Giebeldecke und Walmdach. Zwischen dem dreijochigen Altbau und dem Neubau entstand ein Innenhof.

## Baubeschreibung

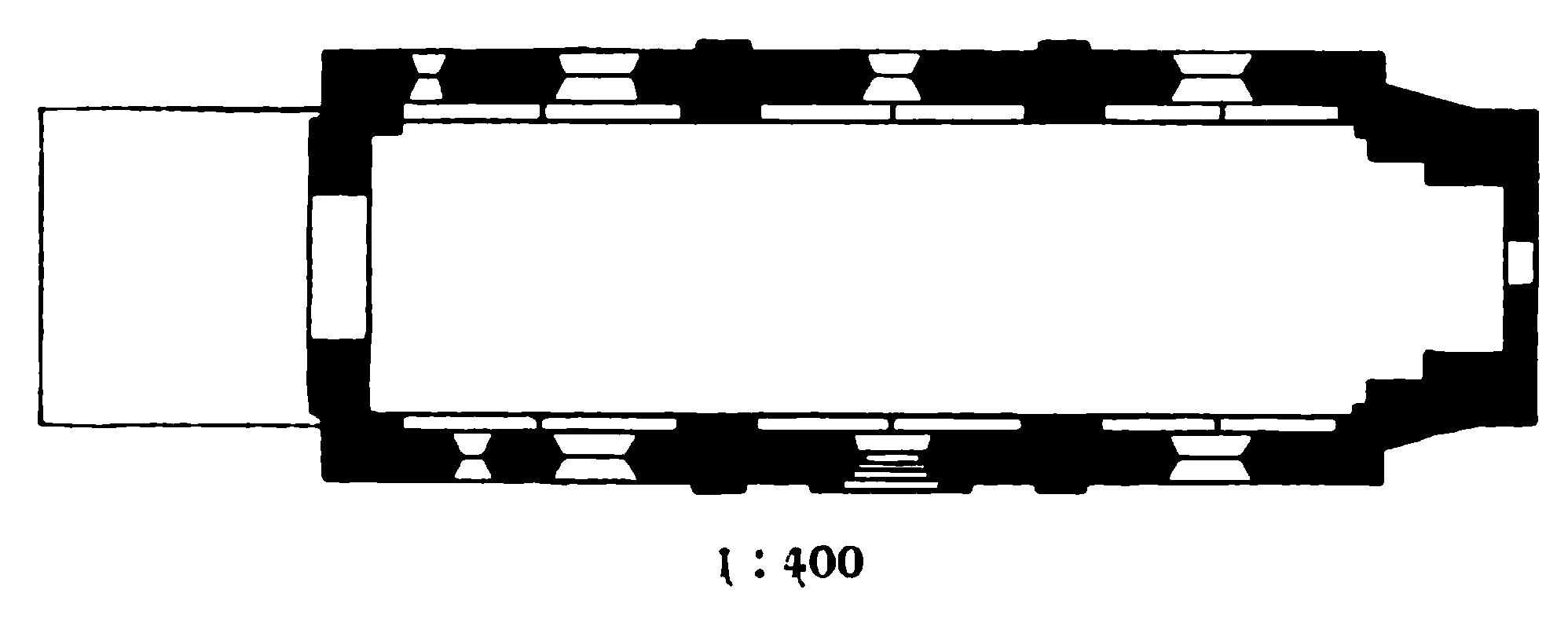
Grundriss vor der Erweiterung 1921

Die mit Quadermauerwerk errichtete romanische Kirche ist einschiffig dreijochig und ist mit einem Choranbau gerade geschlossen. Der Westturm wurde im 19. Jahrhundert neu errichtet. Der Kirchenraum ist von einer Holzdecke überspannt, die zwischen den spitzbögigen Blendbogen auf den Wandpfeilern lastet. Die rundbogigen Fenster sind einteilig und wurden zum Teil erweitert. Das Portal an der Südseite ist ebenfalls rundbogig und mit Ecksäulen, darauf lastet ein Tympanon. Die Kapitelle der Säulen sind mit Figurenschmuck und Blattwerk versehen. Im Tympanon ist ein Kreuz abgebildet; der Rand ist mit einem Kantenfries versehen.

## Ausstattung

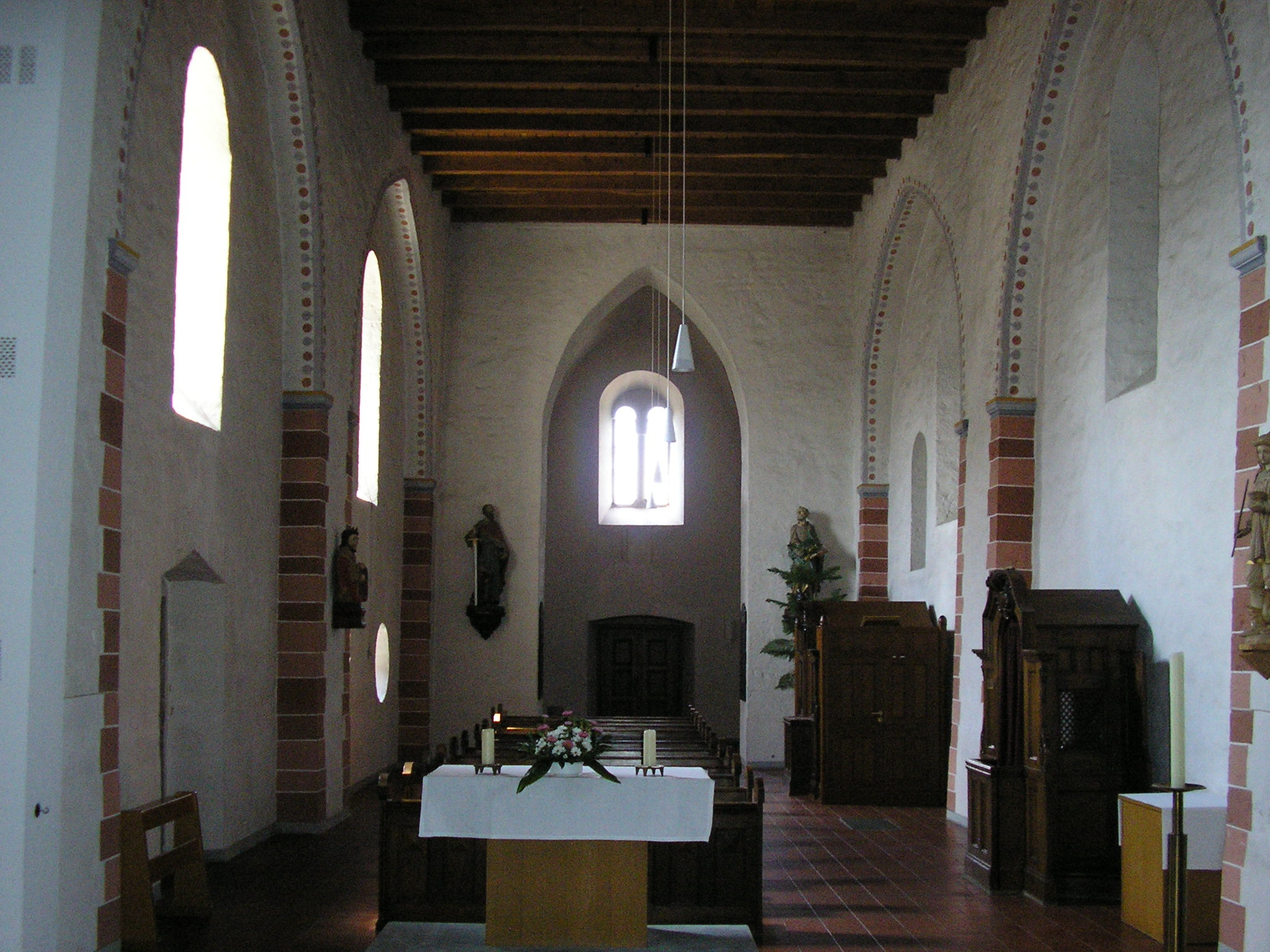
Innenansicht der heute als Querhaus dienenden romanischen Kirche

Zur Ausstattung zählt ein zehnteiliger Taufstein, der zylindrisch und mit spitzbogigen Arkaden verziert ist. Ein Kronleuchter aus der Renaissance ist aus Bronze, zweireihig und zwölfarmig.
Ebenfalls erhalten ist ein romanischer hölzerner Tragealtar mit vergoldeten Kupferplatten, in die die Bildnisse der zwölf Apostel in rundbogigen Arkaden graviert sind. Darunter sind die Namen der Apostel eingeschrieben. In der gleichen Art existiert ein Reliquienschrein, welcher ebenfalls die Bildnisse der Apostel in vergoldeten Kupferplatten trägt. Auf dem Walmdach des Schreins sind Darstellungen der Verkündigung Mariä, der Geburt Christi, der Kreuzigung und des Begräbnisses an den Längsseiten sowie die Taufe und Himmelfahrt Christi in Emaille an den Stirnseiten.
Die drei bronzenen Glocken wurden 1948 bei Petit & Gebr. Edelbrock in Gescher gegossen. Sie messen 134, 104 und 88 Zentimeter im Durchmesser und klingen in den Tönen es', g' und b'.
Die Orgel hat 39 Register und wurde 1975 von der Firma Speith-Orgelbau aus Rietberg gefertigt. Sie wurde bei der letzten Renovierung zu Beginn des 21. Jahrhunderts von Orgelbau Sauer aus Höxter neu intoniert.

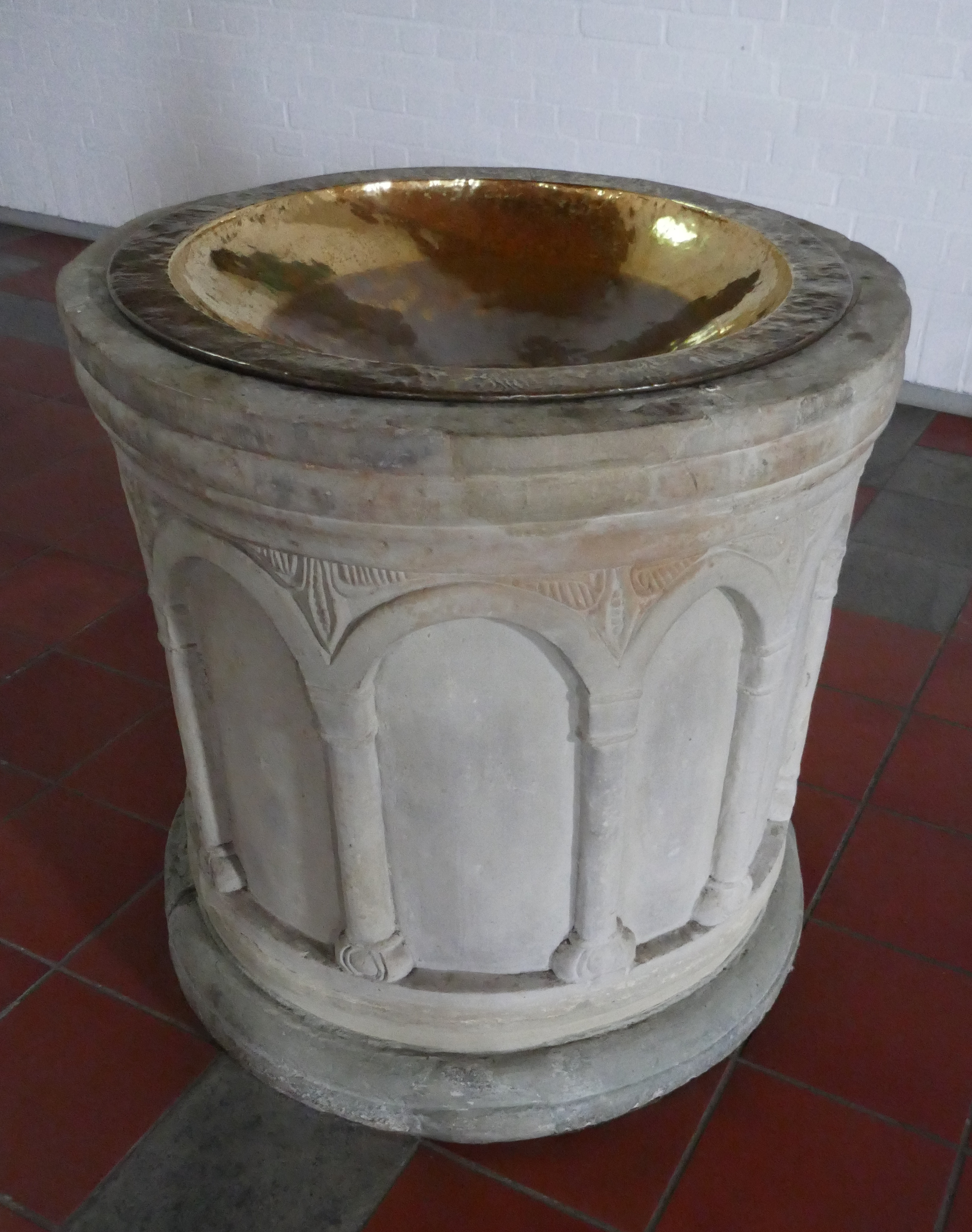
Taufstein
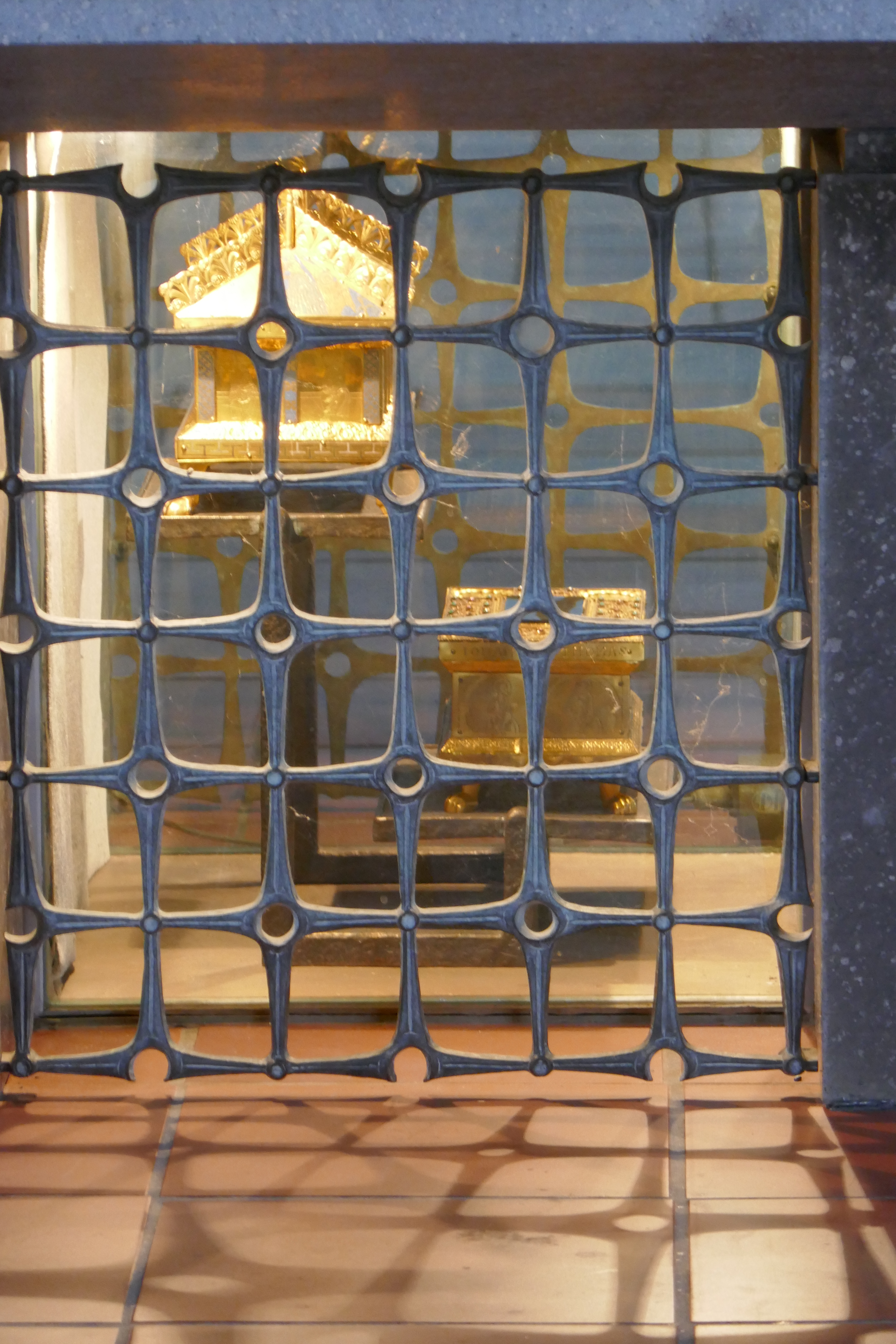
Reliquienschrein und Tragealtar
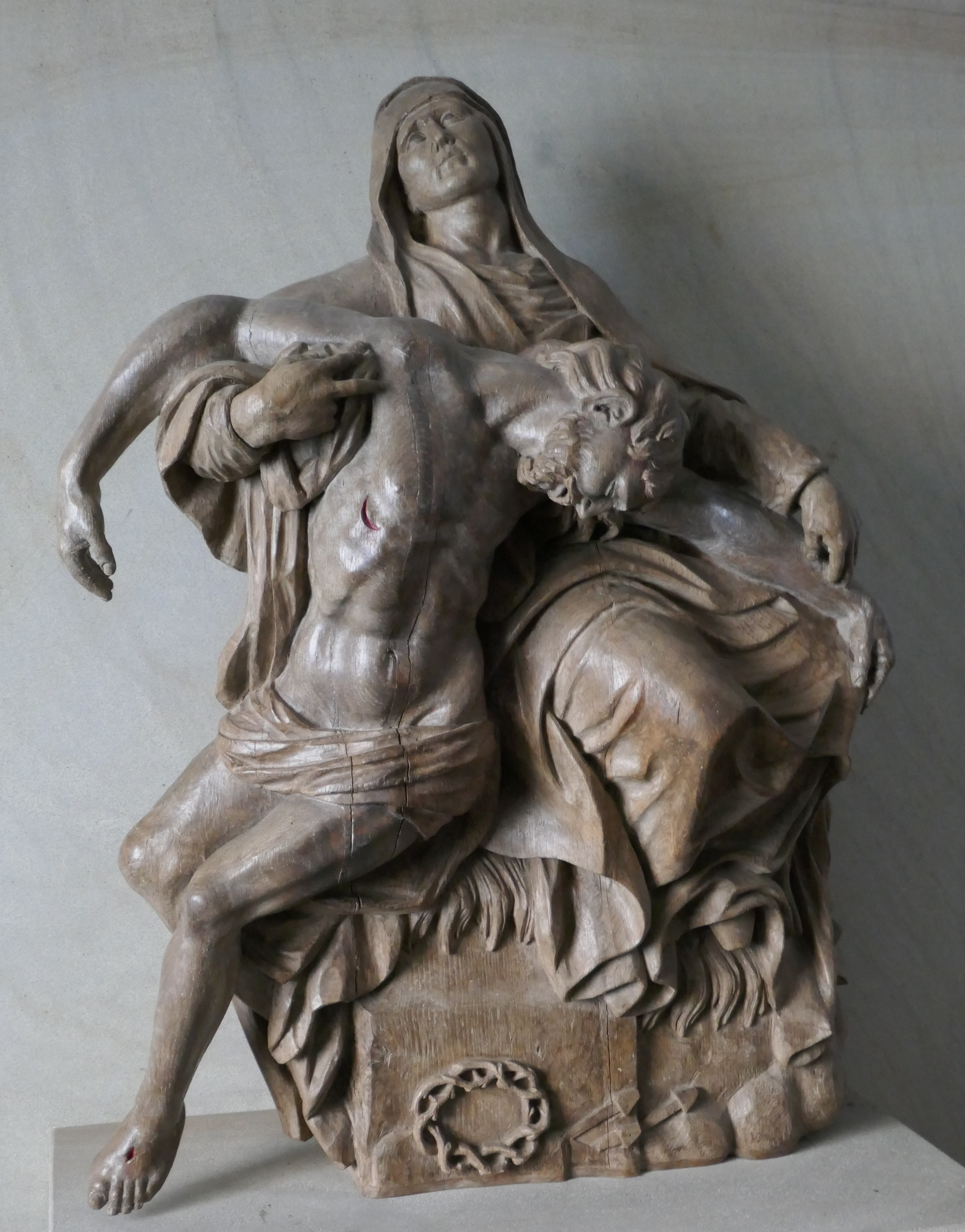
Pietà der Bildhauerfamilie Gröninger (17. Jh.)